# هیداکی تزوکا
هیداکی تزوکا (انگلیسی: Hideaki Tezuka; ۵ دسامبر ۱۹۵۴ – ) بازیگر، و صداپیشگی در ژاپن اهل ژاپن بود.